# División 1 de Gibraltar
La División 1 de Gibraltar es una liga de fútbol sala organizada por la Asociación de Fútbol de Gibraltar (GFA) y el nivel superior del sistema de ligas de fútbol sala de Gibraltar. A partir de la temporada 2013-14, tras la admisión de la GFA en la UEFA, el campeón se clasifica para la Copa de la UEFA de fútbol sala. 
Los equipos de esta división participan en la Futsal Rock Cup. Además el campeón juega el Trofeo Luis Bonavia junto al campeón de la Futsal Rock Cup.

## Historia
No se tiene conocimiento exacto de cómo se introdujo el futsal en Gibraltar, ni desde cuando se juega tanto de manera amistosa como bajo una liga estructurada. Es probable que los primeros partidos se empezaran a jugar después de la Segunda Guerra Mundial. La evidencia más remota que se tiene es una publicación de Gazet  And Post de 1960 que se acompaña con una foto en la que Jimmy Bloomfield hace entrega del premio de campeón al capitán del equipo de Gibraltar United. Varias publicaciones posteriores, de Gibsport en 1991, dan cuenta de la existencia de una liga con varias divisiones para las temporadas 1989-90, 1990-91 y 1991-92, además de información de la página web oficial para la temporada 1999-2000, 2000-01 y 2001-02. Durante los años 90 se destaca el Bon Milk F. C. como un club multicampeón y además el club en el que jugara Luis Bonavia, en cuyo nombre se crearía en el año 2015 el Trofeo Luis Bonavia, la supercopa de fútbol sala de Gibraltar.   
El interés por el futsal decayó significativamente durante principios del siglo XXI, pero se vio una vez más fortalecido con la admisión de la GFA en la UEFA. La admisión marcó un punto de quiebre pues aseguró la estabilidad financiera de los clubes que a partir de la temporada 2013-14 podían clasificarse para la Copa UEFA de fútbol sala (hoy Liga de Campeones de fútbol sala). 
La temporada 2013-14 fue la primera bajo el auspicio de la UEFA, y la primera luego de años de inactividad. Se jugó en una división única con 24 equipos que fueron divididos en dos grupos de 12 equipos cada uno. En la segunda fase, los 6 primeros de cada grupo jugaron en la División 1, mientras que los 6 últimos en la División 2. En la División 1, como resultado de una igualdad en puntos en el primer lugar, el campeón se definió mediante un play-off. La División 2 por otro lado definió ascensos para la temporada siguiente. Gibraltar Scorpions F. C. fue el primer campeón y se convirtió en el primer club gibraltareño en participar de la Copa UEFA de fútbol sala cuando hizo su debut en la ronda preliminar de la Copa de la UEFA de Fútbol Sala 2014-15. 
La temporada 2014-15  fue ganada por Lynx F. C., que a partir de entonces ganó las siguientes 4 ediciones (2015-16, 2016-17, 2017-18, 2018-19) y terminó primero en la temporada 2019-20 antes de la suspensión por la pandemia de COVID-19. Lynx, además ha participado en 6 ediciones de la Copa UEFA de fútbol sala (2015-16, 2016-17, 2017-18, 2018-19, 2019-20 y 2020-21).  
A partir de la temporada 2015-16, con excepción de 2016-17, se implementó un sistema de play-offs con los 4 primeros de la temporada regular. En la temporada 2019-20 los play-offs también estaban planeados pero la temporada fue suspendida. En la temporada 2016-17, que se jugó con apenas 6 equipos, se jugaron 3 rondas bajo el sistema de todos contra todos. Cada equipo jugó un total de 15 partidos. Lynx se coronó campeón en la fecha 12, luego de vencer por 7–4 a Glacis United y sacarle 14 puntos de ventaja a falta de tres fechas, de esta manera consiguió su tercer título de manera consecutiva.
Desde la admisión de la UEFA, la mayor parte de los equipos participantes han estado afiliados a los clubes de fútbol, con algunas excepciones de clubes independientes o relacionados con otros deportes como el Bavaria Football & Cricket Club.

## Sistema de competición
| Temporada | Fase regular | Partidos totales | Partidos por club (fase regular) | Play-offs                                           |
| --------- | --- | ---------------- | -------------------------------- | --------------------------------------------------- |
| 2013-14   | Dos grupos de 12 equipos juegan bajo el sistema de todos contra todos. Los primeros se clasifican a División 1, donde juegan una vez más contra todos los integrantes del grupo. | 198              | 22                               | No hubo                                             |
| 2014-15   | Grupo único. Sistema de todos contra todos, dos veces. | 56               | 14                               | No hubo                                             |
| 2015-16   | Grupo único. Sistema de todos contra todos, dos veces. | 90               | 18                               | Semifinales a doble partido, final a partido único. |
| 2016-17   | Grupo único. Sistema de todos contra todos, tres veces | 45               | 15                               | No hubo                                             |
| 2017-18   | Grupo único. Sistema de todos contra todos, dos veces. | 72               | 16                               | Semifinales y finales al mejor de 3.                |
| 2018-19   | Grupo único, sistema de todos contra todos, una vez luego se divide en dos grupos. Grupo campeonato (6 equipos), grupo descenso (6 equipos). Cada grupo juega una ronda más.     | 96               | 16                               | Semifinales a doble partido, final al mejor de 3.   |
| 2019-20   | Grupo único, sistema de todos contra todos, una vez luego se divide en dos grupos. Grupo campeonato (6 equipos), grupo descenso (6 equipos). Cada grupo juega una ronda más.     | 91               | 16 (15 grupo descenso)           | No se jugaron                                       |
| 2020-21   | Grupo único. Sistema de todos contra todos, una vez. | 55               | 10                               | No hubo.                                            |
| 2021-22   | Grupo único. Sistema de todos contra todos, dos veces. | 90               | 18                               |                                                     |

En la temporada 2013-14 el torneó se jugó en dos grupos de 12 equipos cada uno. Cada grupo se jugó bajo el sistema de todos contra todos a una sola rueda, luego de esto los 6 primeros de cada grupo se clasificaron para la definición del campeonato y los 6 últimos para la División 2. El grupo campeonato se jugó bajo el mismo formato en 11 jornadas. Al final de la temporada dos equipos igualaron en puntos, lo que obligó a jugar una definición. El campeón se clasificó para la Copa de la UEFA de Fútbol Sala. 
Las temporadas 2014-15 y  2016-17 se jugaron con un formato de liga, donde el equipo con la mayor cantidad de puntos fue declarado campeón. En 2014-15 se jugaron dos rondas bajo el sistema de todos contra todos, mientras que en la temporada 2016-17, que contó con solo 6 equipos, se jugaron 3 rondas. En la temporada 2015-16, 2017-18, 2018-19 y 2019-20 se jugó una serie de partidos por eliminación directa entre los cuatro primeros de la fase regular con el fin de determinar al campeón. Los play-offs incluyeron dos semifinales y una final. 
Donde el equipo con la mejor posición en la fase regular hizo las veces de local en el segundo partido de las semifinales para poder aplicar la regla del gol de visitante; y el equipo con mejor posición en la fase regular que logró acceder a la final hizo las veces de local en esta. El ganador de la final se proclamó campeón y obtuvo un cupo en la Copa de la UEFA de fútbol sala de la temporada siguiente.
En las temporadas 2015-16, 2017-18 la temporada regular estuvo compuesta por dos rondas jugadas bajo el sistema de todos contra todos. En las temporada 2018-19 y 2019-20 los doce equipos jugaban una ronda bajo el mismo formato antes de dividirse en dos grupos: campeonato (6 primeros) y descenso (6 últimos) donde jugaban una ronda más bajo el sistema de todos contra todos. Los cuatro primeros del grupo campeonato se clasificaban para  los play-offs. La temporada 2020-21 se jugará bajo el mismo formato que la temporada 2019-20.

## Clubes participantes
| Temp.    | N.°     |
| -------- | ------- |
| 1990-91  | 14      |
| 2001     | 8 (7)   |
| Era UEFA |         |
| 2013-14  | 24      |
| 2014-15  | 10 (8)  |
| 2015-16  | 10      |
| 2016-17  | 6       |
| 2017-18  | 9       |
| 2018-19  | 12      |
| 2019-20  | 11 (10) |
| 2020-21  | 12 (11) |
| 2021-22  | 10      |

En la temporada 1990-91 jugaron 14 equipos. Luego de la adhesión de la GFA a la UEFA, en la temporada 2013-14, participaron 24 equipos, la mayoría de ellos estaba vinculado a algún equipo de fútbol. Gibraltar Lions y  St. Joseph's presentaron hasta tres equipos mientras que Lynx, Gibraltar Scorpions y Maccabi Gibraltar presentaron 2.  
Tras una reorganización, la temporada 2014-15 se empezó con 10 equipos, pero a partir de la fecha 5 en adelante solo quedaron 8 luego del retiro de Saints New Team y Shamrock Gibraltar. Rock Pirate y College 1975 hicieron su debut. La temporada 2015-16 que se jugó con 10 equipos, vio el regreso de  de Gibraltar Phoenix Eclipse, Lincoln Red Imps, que desapareció al final de la temporada, y Manchester 62. College 1975  desapareció al final de la temporada. La temporada 2016-17 que se jugó con 6 equipos, la cantidad más baja hasta ahora, vio el debut de Mons Calpe S. C. y Gunwharf F. C. que desapreció al final de la temporada.  
En la temporada 2017-18, participaron 9 equipos, de los cuales 5 provenían de la temporada anterior, College 1975 regresaba, mientras que  Gibraltar Titans, Rock Solid y Gibraltar United hacían su debut. Por otro lado Glacis United, St. Joseph's, Rock Solid y Gibraltar United desaparecieron al final de la temporada. En la temporada siguiente se jugó con 12 equipos, dentro de los cuales hicieron su debut South United F. C., Bavaria F. C. C., Europa F. C., Laguna 2007, Newton Store y  Sporting Gibraltar; mientras que Lincoln volvía a jugar luego de dos temporadas de ausencia. Gibraltar Phoenix, Gibraltar Titans, Lincoln y Newton Store desaparecieron, mientras que Sporting Gibraltar descendió.  
La temporada 2019-20, jugada con 11 equipos, vio el debut de Zoca Bastion, Spartans F. C., Koala F. C. e Inter Principia. Koala F. C. desapareció al final de la temporada al igual que Inter. En la temporada 2020-21 debutarán Europa Point F. C. y Gibraltar Hercules F. C. mientras que Lions Gibraltar regresará.  
43 equipos han participado de la División 1 desde que la GFA fue aceptado como miembro de pleno derecho de la UEFA, de todos ellos solo Lynx ha estado presente en todas las temporadas, le sigue en participaciones College 1975 con 6 participaciones, no estando solo en las temporadas 2013-14 y 2016-17. Los desaparecidos Gibraltar Phoenix, Glacis United y St. Joseph's jugaron 5 temporadas cada uno en la primera división.  
La temporada 2016-17 es la que contó con la menor cantidad de clubes con tan solo 6, mientras que la edición inaugural es la que más clubes ha tenido con 24, sin embargo el torneo se jugó en dos grupos de 12 equipos cada uno. Bajo el formato de grupo único las temporadas, 2018-19 y 2020-21 son las que más clubes han tenido con 12. Las temporada 2019-20 también empezó con 12 clubes, pero Koala F. C. se retiró antes de terminar la primera parte del campeonato. 
Una rivalidad prominente en su momento fue laque mantuvieron Lynx F. C. y Gibraltar Phoenix, quienes disputaron las finales de las temporadas 2017-18 y 2018-19. Desde 2017-18 se mantiene una rivalidad entre Bavaria F. C. C. y South United, dos equipos que ascendieron juntos desde la División 4. 
Lynx dominó la competición desde la temporada 2014-15 hasta la temporada 2019-20. En este periodo el club consiguió 5 títulos consecutivos y 6 clasificaciones para la Liga de Campeones de Futsal de la UEFA, la última asignada por la GFA ante la suspensión del campeonato por la pandemia de Covid-19 en Gibraltar. Sin embargo, a partir de la tempora 2021-22 la División 1 empezó a ser controlada por Europa Football Club que además de consagrarse campeón en sus primera temporada (2020-21), consiguió su segundo título en la temporada 2021-22 luego de vencer en la serie final a Lynx por 2 - 0. 

### Temporada 2020-21
| Pos.    | Club               |
| ------- | ------------------ |
| 1       | Lynx F. C.         |
| 2       | Europa F. C.       |
| 3       | Spartans F. C.     |
| 4       | South United F. C. |
| 5       | Bavaria F. C. C.   |
| 6       | College 1975       |
| 8       | Mons Calpe F. C.   |
| 9       | Zoca Bastion       |
| 1 (D2)  | Hercules F. C.     |
| 12 (D2) | Lions Gibraltar    |
| nuevo   | Europa Point F. C. |

## Cuatro primeros de la temporada regular
Se muestra una (C) en caso de que el club hubiera ganado el campeonato en los play-offs; se muestra (1.°) en caso de que hubiera ganado el campeonato al quedar primero en la tabla de posiciones. 
| Temporada                                    | 1.º                     | 2.º                     | 3.º                     | 4.º                  |
| -------------------------------------------- | ----------------------- | ----------------------- | ----------------------- | -------------------- |
| 1989-90                                      |                         | Ramsons                 |                         |                      |
| 1990-91                                      | 'Ramsons'               | St. Marks               | Plater Toby             | Plater Ramajim       |
| 2000-01                                      | 'Red Imps Jewel Box'    | Plater Bon Milk         | Ramsons Astoria         | St.Joseph's Bon Milk |
| Gibraltar se convierte en miembro de la UEFA |                         |                         |                         |                      |
| 2013-14                                      | Gibraltar Scorpions (C) | St.Joseph's White       | Lynx                    | Glacis United        |
| 2014-15                                      | 'Lynx' (1.°)            | Glacis United           | St.Joseph's White       | College 1975         |
| 2015-16                                      | Lynx (C)                | St.Joseph's South Trade | Glacis United           | Gibraltar Scorpions  |
| 2016-17                                      | 'Lynx' (1.°)            | Glacis United           | St.Joseph's South Trade | Gunwharf             |
| 2017-18                                      | Lynx (C)                | Glacis United           | Gibraltar Phoenix       | College 1975 YB      |
| 2018-19                                      | Gibraltar Phoenix       | Mons Calpe              | Lynx (C)                | South United         |
| 2019-20                                      | Lynx F. C.              | 'Europa F. C.'          | Spartans F. C.          | South United         |
| 2020-21                                      | Europa F. C. (1.°)      | Mons Calpe              | Lynx F. C.              | South United         |
| 2021-22                                      | Europa F. C. (C)        | Lynx F. C.              | Gibraltar Hercules      | South United         |
| 2022-23                                      | Europa F. C. (1.°)      | Gibraltar Hercules      | Lynx F. C.              | Bavaria F. C. C.     |

## Lista de campeones
| Temporada                                    | Campeón                                             | Resultado                                           | Subcampeón                                          | Serie 1                                             | Serie 2                                             | Serie 3                                             |
| -------------------------------------------- | --------------------------------------------------- | --------------------------------------------------- | --------------------------------------------------- | --------------------------------------------------- | --------------------------------------------------- | --------------------------------------------------- |
| 1959-60                                      | Gibraltar United F. C.                              |                                                     |                                                     |                                                     |                                                     |                                                     |
| 1989-90                                      |                                                     | Liga                                                | Ramsons F. C.                                       |                                                     |                                                     |                                                     |
| 1990-91                                      | Ramsons F. C.                                       | (pró.) 3 - 2                                        | St. Marks F. C.                                     |                                                     |                                                     |                                                     |
| 1991-92 / 2012-13                            | Sin datos                                           | Sin datos                                           | Sin datos                                           | Sin datos                                           | Sin datos                                           | Sin datos                                           |
| 2001-02                                      | Red Imps Jewel Box                                  | Liga                                                | Plater Bon Milk                                     |                                                     |                                                     |                                                     |
| Gibraltar se convierte en miembro de la UEFA |                                                     |                                                     |                                                     |                                                     |                                                     |                                                     |
| 2013-14                                      | Gibraltar Scorpions                                 | 3 – 3 (3–0 p.)                                      | St.Joseph's South Trade                             | 3 – 3 (3–0 p.)                                      |                                                     |                                                     |
| 2014-15                                      | Lynx F. C.                                          | Liga                                                | Glacis United                                       |                                                     |                                                     |                                                     |
| 2015-16                                      | Lynx F. C.                                          | 8 – 2                                               | St.Joseph's South Trade                             | 8 – 2                                               |                                                     |                                                     |
| 2016-17                                      | Lynx F. C.                                          | Liga                                                | Glacis United                                       |                                                     |                                                     |                                                     |
| 2017-18                                      | Lynx F. C.                                          | 2 – 1                                               | Gibraltar Phoenix                                   | 10 – 3                                              | 4 – 5                                               | 6 – 2                                               |
| 2018-19                                      | Lynx F. C.                                          | 2 – 0                                               | Gibraltar Phoenix                                   | 5 – 5                                               | 1 – 7                                               | 2 – 7                                               |
| 2019-20                                      | suspendida por la pandemia de COVID-19 en Gibraltar | suspendida por la pandemia de COVID-19 en Gibraltar | suspendida por la pandemia de COVID-19 en Gibraltar | suspendida por la pandemia de COVID-19 en Gibraltar | suspendida por la pandemia de COVID-19 en Gibraltar | suspendida por la pandemia de COVID-19 en Gibraltar |
| 2020-21                                      | Europa F. C.                                        | Liga                                                | Mons Calpe                                          |                                                     |                                                     |                                                     |
| 2021-22                                      | Europa F. C.                                        | 2 – 0                                               | Lynx F. C.                                          | 6 – 5                                               | 3 – 3 (12–11 p.)                                    |                                                     |
| 2022-23                                      | Europa F. C.                                        | 2 - 1                                               | Lynx F. C.                                          | 3 - 4                                               | 3 - 3 (4 - 2 p.)                                    | 5 - 3                                               |

## Títulos por club
En la sección de clubes, se muestra en negrita a los aún activos. En la sección de años, se muestra en negrita lo años en los que además ganó la Futsal Rock Cup logrando un doblete. 
| Pos. | Club                | Títulos | Años en los que fue campeón  |
| ---- | ------------------- | ------- | ---------------------------- |
| 1    | 'Lynx F. C.'        | 5       | 2015, 2016, 2017, 2018, 2019 |
| 2    | 'Europa F. C.'      | 3       | 2021, 2022, 2023             |
| 3    | Gibraltar Scorpions | 1       | 2014                         |
| 4    | Red Imps Jewel Box  | 1       | 2002                         |
| 5    | Ramsons F. C.       | 1       | 1991                         |
| 6    | Gibraltar United    | 1       | 1960                         |

## Estadísticas

### Goleadores por temporada
| Temporada | Jugador                  | Club              | Goles |
| --------- | ------------------------ | ----------------- | ----- |
| 2015-16   | Manuel Ledesma           | Gibraltar Phoenix | 52    |
| 2016-17   | Joel Emiliano Fraile     | Glacis United     | 35    |
| 2017-18   | Ezequiel Martín Martín   | Lynx F. C.        | 56    |
| 2018-19   | Ezequiel Martín Martín   | Lynx F. C.        | 38    |
| 2019-20   | Ezequiel Martín Martín   | Lynx F. C.        | 21    |
| 2020-21   | Francisco Díaz Gallego   | Europa F. C.      | 23    |
| 2021-22   | Ezequiel Martín Martín   | Europa F. C.      | 33    |
| 2022-23   | Álvaro Caravante Correro | Europa F. C.      | 26    |

## Copa de la División 1
| Edición | Campeón         | Resultado | Subcampeón         |
| ------- | --------------- | --------- | ------------------ |
| 1991    | Ramsons F. C.   | 6 – 0     | Plater Toby        |
| 2001    | Plater Bon Milk | 12 – 7    | Manchester Eurobet |